# Meurthe
Meurthe [mört] je řeka v severovýchodní Francii (Lotrinsko). Je 170 km dlouhá. Povodí má rozlohu přibližně 3000 km².

## Průběh toku
Na horním toku protéká mezi výběžky a předhůřím Vogéz. Pod městem Baccarat protéká Lotrinskou pahorkatinou.

## Využití
Vodní doprava je možná v délce více než 100 km. Řeka křižuje kanál Marne-Rýn. Na řece leží města Baccarat, Lunéville, Nancy.